# Gamla länsresidenset, Jönköping
Gamla länsresidenset är en byggnad i Jönköping, som var kanslibyggnad och bostad för landshövdingen i Jönköpings län från 1820-talet till 1896.
Gamla länsresidenset uppfördes i mitten av 1790-talet vid Östra Storgatan i Jönköping och om- och tillbyggdes 1835—1838. Vid stadsbranden 1790 brann tidigare bebyggelse på tomten ned, varefter prosten S.F. Wibom lät bygga ett nytt hus som sin bostad. Efter det att Wibom 1806 flyttat till den återuppbyggda prästgården vid Kristinakyrkan, sålde han sin fastighet till hovrättsrådet L M Crusenstople. Lars Hierta, som blev landshövding 1815, köpte gården 1819. År 1825 köpte staten fastigheten som landshövdingeresidens och kanslibyggnad.
Som länsresidens ersattes 1886 det av det nya länsresidenset vid Rådhusparken.
Från slutet av 1800-talet till på 1980-talet inrymde byggnaden Jönköpings läns hushållningssällskap.
Gamla länsresidenset är byggnadsminne sedan 1970.